# 受控體

用回授來控制系統動態特性的方塊圖，其中的system即為受控體

受控體（plant）是控制論中的名詞，是指程序和执行器的結合，若受控體是線性系統，一般會用传递函数表示（也常用S域來表示）。若受控體不是線性系統，則會用微分方程組表示。
受控體會描述系統在沒有回授的情形下，其輸入信號和輸出信號之間的關係，通常是依系統的物理特性而決定。像電動機的輸入信號是電壓，輸出信號為電流以及轉速，這就是受控體的一個例子。
有些系統會在沒有回授的情形，利用控制器來控制受控體（開迴路控制器）。有些系統則會利用回授信號進行控制（回授控制）。不論哪一種情形，受控體的传递函数（或微分方程組）都不會改變，不過系統中會加入控制單元以及回饋迴路（可能也會用传递函数表示）。